# Panipt Taraf Makhdum Zadgan
Panipt Taraf Makhdum Zadgan là một thị trấn thống kê (census town) của quận Panipat thuộc bang Haryana, Ấn Độ.

## Nhân khẩu
Theo điều tra dân số năm 2001 của Ấn Độ, Panipt Taraf Makhdum Zadgan có dân số 35.150 người. Phái nam chiếm 55% tổng số dân và phái nữ chiếm 45%. Panipt Taraf Makhdum Zadgan có tỷ lệ 51% biết đọc biết viết, thấp hơn tỷ lệ trung bình toàn quốc là 59,5%: tỷ lệ cho phái nam là 60%, và tỷ lệ cho phái nữ là 40%. Tại Panipt Taraf Makhdum Zadgan, 18% dân số nhỏ hơn 6 tuổi.